# Chelsea Football Club 2012-2013
Questa voce raccoglie le informazioni riguardanti il Chelsea Football Club nelle competizioni ufficiali della stagione 2012-2013.

## Stagione
La squadra Campione d'Europa in carica del riconfermato allenatore Roberto Di Matteo disputerà una serie di amichevoli estive pre-stagionali durante una tournée negli Stati Uniti contro i Seattle Sounders, terminata 4-2 per i Blues, il PSG, pareggiata 1-1, la MLS All-Stars e il Milan, perse rispettivamente 3-2 e 1-0. Dopo un'ulteriore amichevole il 4 agosto contro il Brighton & Hove Albion al Falmer Stadium, terminata 3-1 per i padroni di casa, il Chelsea partirà prima per Birmingham dove dovrà affrontare, il 12 agosto, il Manchester City per aggiudicarsi la FA Community Shield (persa poi per 3-2), poi volerà a Monaco il 31 agosto per sfidare l'Atlético Madrid, detentore dell'Europa League, nell'ambito della Supercoppa UEFA, persa poi 4-1.

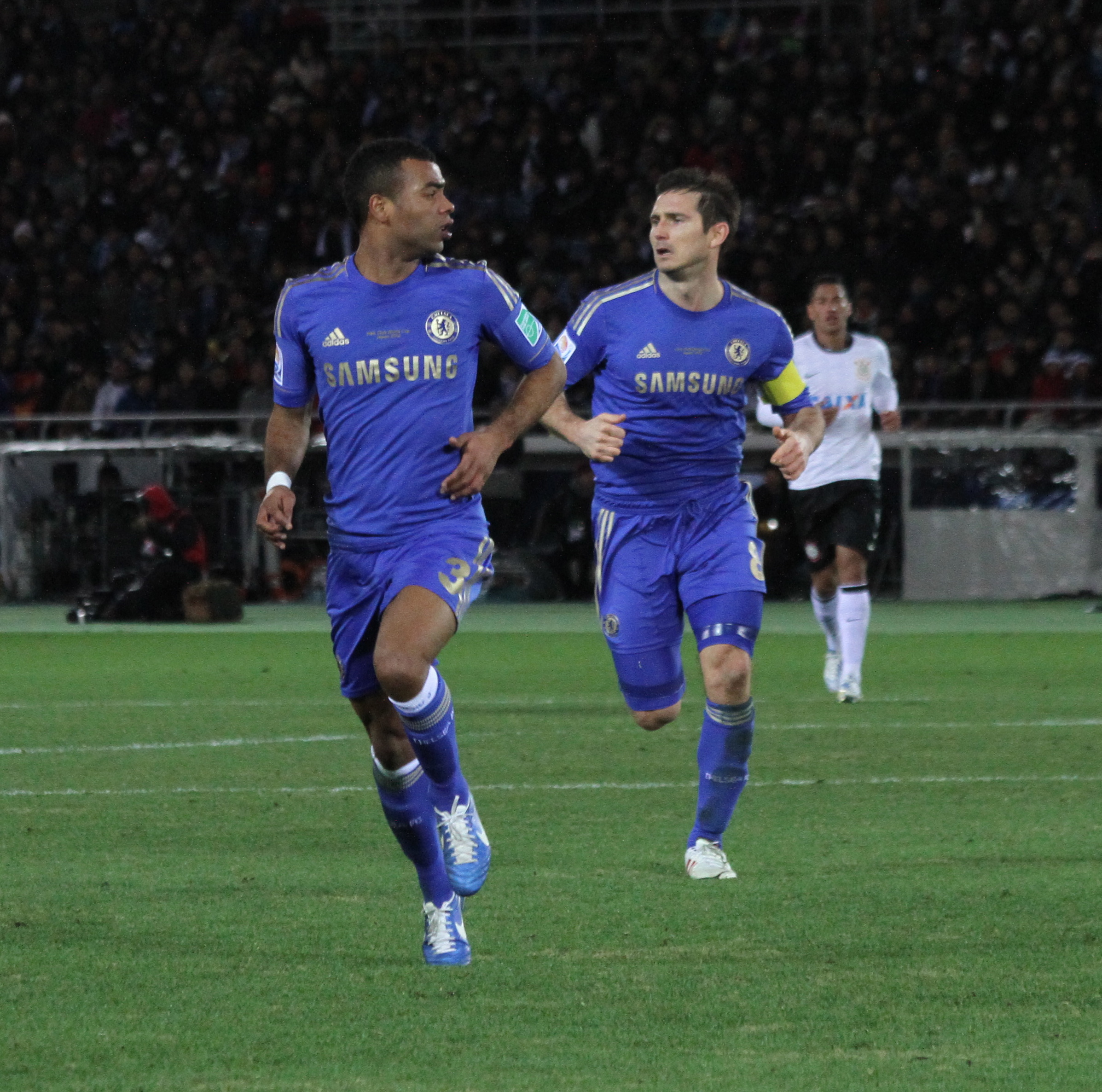
Cole e Lampard impegnati nella finale della Coppa del Mondo a Yokohama contro il Corinthians

Il 21 novembre, dopo una sconfitta per 3-0 contro la Juventus in Champions League e alcune prestazioni non eccellenti che hanno portato la squadra a non vincere per 4 partite di seguito in campionato, l'allenatore Di Matteo viene esonerato e lo spagnolo ex allenatore di Liverpool e Inter, ossia Rafael Benítez prende il suo posto.
In campionato il Chelsea finisce terzo dietro a Manchester United e Manchester City, aggiudicandosi così il diritto di partecipare alla prossima edizione della Champions League.
Il Chelsea conclude il suo cammino in Champions League nella fase a gironi, dove finisce dietro allo Šachtar Donec'k a pari punti (10), dove però passa quest'ultima per reti realizzate in trasferta negli scontri diretti, la Juventus, arrivata prima a 12 punti, e avanti il Nordsjælland a 1 punto. Per la prima volta la squadra Campione d'Europa in carica non riesce a passare al turno successivo. Essendo arrivati terzi nel girone i Blues hanno diritto a partecipare all'Europa League, partendo dai sedicesimi di finale. Il Chelsea, battendo Sparta Praga (0-1 fuori casa, 1-1 in casa), Steaua Bucarest agli ottavi (sconfitta per 1-0 in trasferta e vittoria per 3-1 in casa), Rubin Kazan ai quarti (3-1 in casa e sconfitta per 3-2 fuori casa), Basilea in semifinale (1-2 fuori casa e 3-1 in casa) e Benfica in finale per 2-1 grazie ai gol di Torres e Ivanovic (per il Benfica un rigore di Cardozo), vince la seconda competizione UEFA per club diventando così il primo club nella storia a detenere nello stesso momento, seppur breve, sia la Champions League che l'Europa League in quanto la finale della competizione maggiore UEFA si è disputata 10 giorni dopo. Il Chelsea ha diritto così a giocare la Supercoppa UEFA 2013 contro il Bayern Monaco vincitore della Champions.
I Blues non riescono a vincere la Coppa del mondo per club FIFA, perdendo in finale contro i brasiliani del Corinthians per 1-0 dopo aver vinto in semifinale contro i messicani del Monterrey per 3-1. In Capital One Cup il Chelsea elimina il Wolverhampton, il Manchester United e il Leeds, ma il suo cammino si ferma in semifinale dove perde all'andata in casa 2-0 e dopo un pareggio per 0-0 al ritorno contro lo Swansea poi campione. I Londinesi si fermano in semifinale anche in FA Cup, arrivandoci avendo sconfitto il Southampton, Brentford (dopo replay), Middlesbrough e Manchester United (anche loro dopo il match di replay), ma vengono battuti per 2-1 dal Manchester City.
Verso la fine della stagione Mata è stato premiato giocatore dell'anno per il secondo anno di fila, Lampard per essere diventato il miglior marcatore della storia del club avendo superato i 202 gol di Bobby Tambling, Oscar ha vinto il premio gol dell'anno del Chelsea con il suo secondo gol in Champions League all'andata contro la Juventus e Aké ha vinto il premio di giovane giocatore dell'anno.

## Maglie e sponsor
Lo sponsor tecnico per la stagione 2012-2013 è Adidas, mentre lo sponsor ufficiale è Samsung.
| Casa |  | Trasferta |  | Terza divisa | 1ª portiere | 2ª portiere | 3ª portiere |  |

## Organigramma societario
Aggiornato al 29 giugno 2011.
Area direttiva
- Proprietario: Roman Abramovich
- Presidente: Bruce Buck
- Presidente onorario: Lord Richard Attenborough
- Direttore Generale: Ron Gourlay
- Direttore Amministrazione e Finanza: Chris Alexander
- Responsabile Segreteria Sportiva: David Barnard
- Direttore della commissione di consulenza legale: Ron Gourlay
- Consiglio di Amministrazione: Bruce Buck, Eugene Tenenbaum, Ron Gourlay, David Barnard, Mike Forde

Area tecnica
- Direttore sportivo della sezione calcistica:
- Allenatore: Rafael Benítez
- Allenatore in seconda: Boudewijn Zenden
- Preparatore dei portieri: Christophe Lollichon
- Direttore tecnico: Michael Emenalo
- Preparatore atletico: José Mario Roch, Chris Jones
- Team Manager:
- Responsabile settore medico: Paco Biosca
- Medico della prima squadra: Eva Carneiro
- Osservatori: Mick McGiven, Daniel Sousa
- Allenatore delle riserve: Dermot Drummy
- Allenatore della primavera: Adrian Viveash
- Allenatore delle giovanili: Neil Bath
- Assistente di campo: James Melbourne

## Rosa
| N. |                        | Ruolo | Calciatore                    |
| -- | ---------------------- | ----- | ----------------------------- |
| 1  | Rep. Ceca (bandiera)   | P     | Petr Čech                     |
| 2  | Serbia (bandiera)      | D     | Branislav Ivanović            |
| 3  | Inghilterra (bandiera) | D     | Ashley Cole                   |
| 4  | Brasile (bandiera)     | D     | David Luiz                    |
| 6  | Spagna (bandiera)      | C     | Oriol Romeu                   |
| 7  | Brasile (bandiera)     | C     | Ramires                       |
| 8  | Inghilterra (bandiera) | C     | Frank Lampard (vice capitano) |
| 9  | Spagna (bandiera)      | A     | Fernando Torres               |
| 10 | Spagna (bandiera)      | C     | Juan Manuel Mata              |
| 11 | Brasile (bandiera)     | C     | Oscar                         |
| 12 | Nigeria (bandiera)     | C     | Mikel John Obi                |
| 13 | Nigeria (bandiera)     | C     | Victor Moses                  |
| 15 | Francia (bandiera)     | C     | Florent Malouda               |

| N. |                        | Ruolo | Calciatore            |  |
| -- | ---------------------- | ----- | --------------------- |  |
| 17 | Belgio (bandiera)      | C     | Eden Hazard           |  |
| 19 | Portogallo (bandiera)  | D     | Paulo Ferreira        |  |
| 21 | Germania (bandiera)    | C     | Marko Marin           |  |
| 22 | Inghilterra (bandiera) | P     | Ross Turnbull         |  |
| 24 | Inghilterra (bandiera) | D     | Gary Cahill           |  |
| 26 | Inghilterra (bandiera) | D     | John Terry (capitano) |  |
| 28 | Spagna (bandiera)      | D     | César Azpilicueta     |  |
| 29 | Senegal (bandiera)     | A     | Demba Ba              |  |
| 34 | Inghilterra (bandiera) | D     | Ryan Bertrand         |  |
| 35 | Brasile (bandiera)     | C     | Lucas Piazon          |  |
| 40 | Portogallo (bandiera)  | P     | Henrique Hilário      |  |
| 57 | Paesi Bassi (bandiera) | D     | Nathan Aké            |  |

## Calciomercato

### Sessione estiva(dall'1/7 all'1/9)
Le importanti partenze a parametro zero di José Bosingwa, Salomon Kalou e Didier Drogba spingono la dirigenza del club inglese a rinforzare ancora la squadra, cosicché arrivano il fantasista belga Eden Hazard dal Lilla per la cifra record di 40 milioni di euro, il fratello Thorgan dal Lens per 1 milione, il trequartista brasiliano Oscar dall'Internacional a 31 milioni, l'esterno tedesco Marko Marin dal Werder Brema con una cifra vicina ai 10 milioni di euro, il terzino spagnolo César Azpilicueta dall'Olimpique Marsiglia per una cifra intorno ai 10 milioni e il giovane attaccante nigeriano Victor Moses dal Wigan a circa 11 milioni di euro.
Per quanto riguarda le uscite tra i vari prestiti spiccano quelli di Essien al Real Madrid, Lukaku al West Bromwich e Benayoun al West Ham. L'unica vendita a titolo definitivo è stata quella di Raul Meireles al Fenerbahçe per una cifra vicina ai 10 milioni di euro.
| Arrivi | Arrivi            | Arrivi              | Arrivi                    |
| R.     | Nome              | da                  | Modalità                  |
| ------ | ----------------- | ------------------- | ------------------------- |
| C      | Eden Hazard       | Lilla               | definitivo (40 milioni €) |
| C      | Oscar             | Internacional       | definitivo (31 milioni €) |
| C      | Marko Marin       | Werder Brema        | definitivo (10 milioni €) |
| C      | Thorgan Hazard    | Lens                | definitivo (1 milioni €)  |
| D      | César Azpilicueta | Olympique Marsiglia | definitivo (8 milioni €)  |
| A      | Victor Moses      | Wigan               | definitivo (11 milioni €) |
| P      | Rhys Taylor       | Rotherham           | fine prestito             |
| P      | Sam Walker        | Yeovil Town         | fine prestito             |
| P      | Matej Delač       | Dyn. Č. Budějovice  | fine prestito             |
| C      | Josh McEachran    | Swansea City        | fine prestito             |
| C      | Yossi Benayoun    | Arsenal             | fine prestito             |
| C      | Gaël Kakuta       | Digione             | fine prestito             |
| C      | Ulises Dávila     | Vitesse             | fine prestito             |
| C      | Kevin De Bruyne   | Genk                | fine prestito             |

| Partenze | Partenze            | Partenze          | Partenze                  |
| R.       | Nome                | a                 | Modalità                  |
| -------- | ------------------- | ----------------- | ------------------------- |
| C        | Raul Meireles       | Fenerbahçe        | definitivo (10 milioni €) |
| A        | Salomon Kalou       | Lilla             | svincolato                |
| A        | Didier Drogba       | Shanghai Shenhua  | svincolato                |
| A        | Marko Mitrovic      | Brescia           | svincolato                |
| P        | Rhys Taylor         | Southend Utd      | svincolato                |
| D        | José Bosingwa       | QPR               | svincolato                |
| P        | Sam Walker          | Bristol Rovers    | prestito                  |
| P        | Matej Delač         | Vitória Guimarães | prestito                  |
| C        | Ulises Dávila       | Sabadell          | prestito                  |
| C        | Kevin De Bruyne     | Werder Brema      | prestito                  |
| A        | Romelu Lukaku       | West Bromwich     | prestito                  |
| D        | Jeffrey Bruma       | Amburgo           | prestito                  |
| D        | Patrick van Aanholt | Vitesse           | prestito                  |
| D        | Tomáš Kalas         | Vitesse           | prestito                  |
| P        | Thibaut Courtois    | Atlético Madrid   | prestito                  |
| C        | Rohan Ince          | Yeovil Town       | prestito                  |
| A        | Jhon Pírez          | Sabadell          | prestito                  |
| A        | Milan Lalkovič      | Vitória Guimarães | prestito                  |
| D        | Kenneth Omeruo      | ADO Den Haag      | prestito                  |
| D        | Ben Gordon          | Birmingham City   | prestito                  |
| D        | Sam Hutchinson      | Nottingham Forest | prestito                  |
| C        | Conor Clifford      | Portsmouth        | prestito                  |
| D        | Josh McEachran      | Middlesbrough     | prestito                  |
| D        | Archange Nkumu      | Yeovil Town       | prestito                  |
| C        | Amin Affane         | Roda JC           | prestito                  |
| C        | Thorgan Hazard      | Zulte Waregem     | prestito                  |
| D        | Nathaniel Chalobah  | Watford           | prestito                  |
| C        | Gaël Kakuta         | Vitesse           | prestito                  |
| C        | Yossi Benayoun      | West Ham Utd      | prestito                  |
| C        | Michael Essien      | Real Madrid       | prestito                  |

### Sessione invernale (dal 3/1 al 31/1)
Il 4 dicembre la società comunica l'ufficialità dell'acquisto del difensore diciottenne del Fluminense Wallace ad una cifra che si aggira sui 5,4 milioni e che arriverà però alla fine della stagione calcistica 2012-2013. Il 4 gennaio viene comunicato sul sito ufficiale l'acquisto dell'attaccante senegalese del Newcastle Demba Ba per circa 8,5 milioni di euro.
Dal punto di vista delle cessioni invece, il 2 gennaio il Chelsea ufficializza la vendita dell'attaccante inglese Daniel Sturridge alla società Liverpool per 15 milioni di euro.
| Arrivi | Arrivi         | Arrivi        | Arrivi                     |
| R.     | Nome           | da            | Modalità                   |
| ------ | -------------- | ------------- | -------------------------- |
| D      | Wallace        | Fluminense    | definitivo (5,4 milioni €) |
| A      | Demba Ba       | Newcastle Utd | definitivo (8,5 milioni €) |
| C      | Yossi Benayoun | West Ham Utd  | fine prestito              |

| Partenze | Partenze         | Partenze  | Partenze                  |
| R.       | Nome             | a         | Modalità                  |
| -------- | ---------------- | --------- | ------------------------- |
| A        | Daniel Sturridge | Liverpool | definitivo (15 milioni €) |
| A        | Lucas Piazón     | Malaga    | prestito                  |

## Risultati

### Premier League

#### Girone Di Andata
| Arbitro: | Jones |

|  |           |                               |
|  | Marcatori | 2’ Ivanović 7’ (rig.) Lampard |

| Arbitro: | Dowd |

|                                |           |  |
| Hazard 22’ (rig.) Torres 45+2’ | Marcatori |  |

| Arbitro: | Mason |

|                                                         |           |                            |
| Lampard 18’ (rig.) Cahill 68’ Torres 80’ Ivanović 90+5’ | Marcatori | 24’ Pogrebnyak 28’ Guthrie |

| Londra 15 settembre 2012, ore 15:00 WET 4ª giornata | QPR      | 0 – 0 referto | Chelsea | Loftus Road (18.271 spett.)\| Arbitro: \| Marriner \| |
| Arbitro:                                            | Marriner |               |         |                                                       |

| Arbitro: | Oliver |

|          |           |  |
| Cole 84’ | Marcatori |  |

| Arbitro: | Atkinson |

|              |           |                     |
| Gervinho 42’ | Marcatori | 19’ Torres 54’ Mata |

| Arbitro: | Taylor |

|                                                |           |          |
| Torres 13’ Lampard 22’ Hazard 30’ Ivanovic 76’ | Marcatori | 11’ Holt |

| Arbitro: | Dean |

|                      |           |                                              |
| Gallas 46’ Defoe 53’ | Marcatori | 17’ Cahill 65’ Mata 68’ Mata 90+1’ Sturridge |

| Arbitro: | Clattenburg |

|                      |           |                                             |
| Mata 43’ Ramires 52’ | Marcatori | 3’ (aut.) Luiz 11’ van Persie 74’ Hernández |

| Arbitro: | Friend |

|               |           |           |
| Hernández 87’ | Marcatori | 60’ Moses |

| Arbitro: | Webb |

|           |           |            |
| Terry 20’ | Marcatori | 73’ Suárez |

| Arbitro: | Oliver |

|                         |           |            |
| Long 10’ Odemwingie 49’ | Marcatori | 39’ Hazard |

| Londra 25 novembre 2012, ore 16:00 WET 13ª giornata | Chelsea | 0 – 0 referto | Manchester City | Stamford Bridge (41.792 spett.)\| Arbitro: \| Foy \| |
| Arbitro:                                            | Foy     |               |                 |                                                      |

| Londra 28 novembre 2012, ore 19:45 WET 14ª giornata | Chelsea | 0 – 0 referto | Fulham | Stamford Bridge (41.707 spett.)\| Arbitro: \| Taylor \| |
| Arbitro:                                            | Taylor  |               |        |                                                         |

| Arbitro: | Atkinson |

|                              |           |          |
| Cole 63’ Diamé 86’ Maïga 90’ | Marcatori | 13’ Mata |

| Arbitro: | Halsey |

|             |           |                                   |
| Johnson 66’ | Marcatori | 11’, 45+2’ (rig.) Torres 49’ Mata |

| Arbitro: | Oliver |

|                   |           |                          |
| Ba 25’ Hazard 45’ | Marcatori | 58’ Lambert 75’ Puncheon |

| Arbitro: | Dowd |

|                                                                                            |           |  |
| Torres 3’ Luiz 29’ Ivanovic 34’ Lampard 59’ Ramires 76’, 90+1’ Oscar 79’ (rig.) Hazard 83’ | Marcatori |  |

| Arbitro: | Moss |

|  |           |          |
|  | Marcatori | 38’ Mata |

#### Girone Di Ritorno
| Arbitro: | Webb |

|            |           |                  |
| Pienaar 2’ | Marcatori | 42’, 72’ Lampard |

| Arbitro: | Mason |

|  |           |                     |
|  | Marcatori | 79’ Wright-Phillips |

| Arbitro: | Marriner |

|  |           |                                                             |
|  | Marcatori | 11’ (aut.) 61’ (aut.) Walters 64’ (rig.) Lampard 72’ Hazard |

| Arbitro: | Atkinson |

|                            |           |             |
| Mata 6’ Lampard 16’ (rig.) | Marcatori | 58’ Walcott |

| Arbitro: | Halsey |

|                      |           |                        |
| le Fondre 87’, 90+4’ | Marcatori | 45+1’ Mata 65’ Lampard |

| Arbitro: | Webb |

|                                |           |                      |
| Gutiérrez 40’ Sissoko 67’, 89’ | Marcatori | 54’ Lampard 60’ Mata |

| Arbitro: | Dean |

|                                                |           |             |
| Ramires 23’ Hazard 56’ Lampard 86’ Marin 90+1’ | Marcatori | 58’ Maloney |

| Arbitro: | Marriner |

|                     |           |  |
| Touré 62’ Tévez 84’ | Marcatori |  |

| Arbitro: | Friend |

|        |           |  |
| Ba 28’ | Marcatori |  |

| Arbitro: | Dean |

|  |           |                         |
|  | Marcatori | 30’ Luiz 43’, 71’ Terry |

| Arbitro: | Oliver |

|                        |           |  |
| Lampard 19’ Hazard 50’ | Marcatori |  |

| Arbitro: | Moss |

|                           |           |           |
| Rodriguez 23’ Lambert 34’ | Marcatori | 32’ Terry |

| Arbitro: | Swarbrick |

|                                   |           |                        |
| Kilgallon 46’ (aut.) Ivanovic 54’ | Marcatori | 44’ (aut.) Azpilicueta |

| Arbitro: | Dean |

|                       |           |                             |
| Oscar 11’ Ramires 39’ | Marcatori | 26’ Adebayor 80’ Sigurðsson |

| Arbitro: | Friend |

|                            |           |                             |
| Sturridge 52’ Suárez 90+6’ | Marcatori | 26’ Oscar 57’ (rig.) Hazard |

| Arbitro: | Clattenburg |

|                                |           |  |
| Oscar 44’ Lampard 45+1’ (rig.) | Marcatori |  |

| Arbitro: | Webb |

|  |           |          |
|  | Marcatori | 86’ Mata |

| Arbitro: | Mason |

|             |           |                  |
| Benteke 14’ | Marcatori | 61’, 88’ Lampard |

| Arbitro: | Taylor |

|                    |           |              |
| Mata 7’ Torres 76’ | Marcatori | 14’ Naismith |

### FA Cup
| Arbitro: | Dean |

|               |           |                                                       |
| Rodriguez 22’ | Marcatori | 35’, 61’ Ba 45’ Moses 51’ Ivanovic 81’ (rig.) Lampard |

| Arbitro: | Moss |

|                                 |           |                      |
| Trotta 43’ Forrester 73’ (rig.) | Marcatori | 55’ Oscar 83’ Torres |

| Arbitro: | Swarbrick |

|                                          |           |  |
| Mata 54’ Oscar 68’ Lampard 71’ Terry 81’ | Marcatori |  |

| Arbitro: | Atkinson |

|  |           |                      |
|  | Marcatori | 50’ Torres 72’ Moses |

| Arbitro: | Webb |

|                         |           |                        |
| Hernández 4’ Rooney 10’ | Marcatori | 58’ Hazard 67’ Ramires |

| Arbitro: | Dowd |

|        |           |  |
| Ba 48’ | Marcatori |  |

| Arbitro: | Foy |

|        |           |                      |
| Ba 65’ | Marcatori | 34’ Nasri 47’ Agüero |

### Football League Cup
| Arbitro: | Swarbrick |

|                                                                      |           |  |
| Cahill 4’ Bertrand 8’ Mata 17’ Romeu 53’ (rig.) Torres 58’ Moses 71’ | Marcatori |  |

| Arbitro: | Mason |

|                                                                           |           |                                               |
| Luiz 31’ (rig.) Cahill 52’ Hazard 90+4’ (rig.) Sturridge 97’ Ramires 115’ | Marcatori | 21’, 120’ (rig.) Giggs 43’ Hernández 58’ Nani |

| Arbitro: | Marriner |

|             |           |                                                       |
| Becchio 37’ | Marcatori | 46’ Mata 64’ Ivanovic 66’ Moses 80’ Hazard 84’ Torres |

| Arbitro: | Taylor |

|  |           |                        |
|  | Marcatori | 38’ Michu 90+1’ Graham |

| Swansea 22 gennaio 2013, ore 20:45 WET Semifinale - Ritorno | Swansea | 0 – 0 referto | Chelsea | Liberty Stadium (19.506 spett.)\| Arbitro: \| Foy \| |
| Arbitro:                                                    | Foy     |               |         |                                                      |

### UEFA Champions League

#### Fase a gironi
| Arbitro: | Proença |

|                |           |                            |
| Oscar 31’, 33’ | Marcatori | 38’ Vidal 80’ Quagliarella |

| Arbitro: | Strahonja |

|  |           |                                    |
|  | Marcatori | 33’, 81’ Mata 79’ Luiz 88’ Ramires |

| Arbitro: | Skomina |

|                             |           |           |
| Teixeira 3’ Fernandinho 51’ | Marcatori | 88’ Oscar |

| Arbitro: | Velasco Carballo |

|                                 |           |                 |
| Torres 6’ Oscar 40’ Moses 90+4’ | Marcatori | 9’, 47’ Willian |

| Arbitro: | Cakir |

|                                         |           |  |
| Quagliarella 38’ Vidal 61’ Giovinco 90’ | Marcatori |  |

| Arbitro: | Nijhuis |

|                                                                |           |          |
| Luiz 38’ (rig.) Torres 45+2’, 56’ Moses 51’ Mata 63’ Oscar 71’ | Marcatori | 46’ John |

### UEFA Europa League

#### Sedicesimi di finale
| Arbitro: | Orsato |

|  |           |           |
|  | Marcatori | 82’ Oscar |

| Arbitro: | Stavrev |

|              |           |            |
| Hazard 90+2’ | Marcatori | 16’ Lafata |

#### Ottavi di finale
| Arbitro: | Karasev |

|                    |           |  |
| Rusescu 34’ (rig.) | Marcatori |  |

| Arbitro: | Lannoy |

|                               |           |               |
| Mata 34’ Terry 58’ Torres 71’ | Marcatori | 45’ Chiricheș |

#### Quarti di finale
| Arbitro: | Rocchi |

|                           |           |                   |
| Torres 16’, 70’ Moses 32’ | Marcatori | 41’ (rig.) Natkho |

| Arbitro: | Aydinus |

|                                             |           |                     |
| Marcano 51’ Karadeniz 62’ Natkho 75’ (rig.) | Marcatori | 5’ Torres 55’ Moses |

#### Semifinali
| Arbitro: | Kralovec |

|                  |           |                      |
| Schär 88’ (rig.) | Marcatori | 12’ Moses 90+4’ Luiz |

| Arbitro: | Eriksson |

|                               |           |             |
| Torres 50’ Moses 52’ Luiz 59’ | Marcatori | 45+1’ Salah |

#### Finale
| Arbitro: | Kuipers |

|                    |           |                           |
| Cardozo 68’ (rig.) | Marcatori | 60’ Torres 90+3’ Ivanović |

### FA Community Shield
| Arbitro: | Friend |

|                         |           |                               |
| Torres 40’ Bertrand 80’ | Marcatori | 53’ Touré 59’ Tévez 65’ Nasri |

### Supercoppa UEFA
| Arbitro: | Skomina |

|            |           |                                        |
| Cahill 75’ | Marcatori | 6’, 19’, 45’ Falcao Garcia 60’ Miranda |

### Coppa del mondo per club FIFA

#### Semifinale
| Arbitro: | Vera |

|                 |           |                                       |
| de Nigris 90+1’ | Marcatori | 17’ Mata 46’ Torres 48’ (aut.) Chávez |

#### Finale
| Arbitro: | Cakir |

|              |           |  |
| Guerrero 69’ | Marcatori |  |

## Statistiche di squadra
| Competizione             | Punti | In casa | In casa | In casa | In casa | In casa | In casa | In trasferta | In trasferta | In trasferta | In trasferta | In trasferta | In trasferta | Totale | Totale | Totale | Totale | Totale | Totale |
| Competizione             | Punti | G       | V       | N       | P       | Gf      | Gs      | G            | V            | N            | P            | Gf           | Gs           | G      | V      | N      | P      | Gf     | Gs     |
| ------------------------ | ----- | ------- | ------- | ------- | ------- | ------- | ------- | ------------ | ------------ | ------------ | ------------ | ------------ | ------------ | ------ | ------ | ------ | ------ | ------ | ------ |
| Campionato               | 75    | 19      | 12      | 5       | 2       | 41      | 16      | 19           | 10           | 4            | 5            | 34           | 21           | 38     | 22     | 9      | 7      | 75     | 39     |
| FA Cup                   | -     | 3       | 2       | 0       | 1       | 6       | 2       | 4            | 2            | 2            | 0            | 11           | 5            | 7      | 4      | 2      | 1      | 17     | 7      |
| Football League Cup      | -     | 3       | 2       | 0       | 1       | 11      | 6       | 2            | 1            | 1            | 0            | 5            | 1            | 5      | 3      | 1      | 1      | 16     | 7      |
| Community Shield         | -     | -       | -       | -       | -       | -       | -       | -            | -            | -            | -            | -            | -            | 1      | 0      | 0      | 1      | 2      | 3      |
| Champions League         | 10    | 3       | 2       | 1       | 0       | 11      | 5       | 3            | 1            | 0            | 2            | 5            | 5            | 6      | 3      | 1      | 2      | 16     | 10     |
| Europa League            | -     | 4       | 3       | 1       | 0       | 10      | 4       | 4            | 2            | 0            | 2            | 5            | 5            | 9      | 6      | 1      | 2      | 17     | 10     |
| Supercoppa UEFA          | -     | -       | -       | -       | -       | -       | -       | -            | -            | -            | -            | -            | -            | 1      | 0      | 0      | 1      | 1      | 4      |
| Coppa del mondo per club | -     | -       | -       | -       | -       | -       | -       | -            | -            | -            | -            | -            | -            | 2      | 1      | 0      | 1      | 3      | 2      |
| Totale                   | -     | 32      | 21      | 7       | 4       | 79      | 32      | 32           | 16           | 7            | 9            | 60           | 39           | 69     | 39     | 14     | 16     | 147    | 84     |